# Indianapolis 500 1925
Das 13. Indianapolis 500 (offiziell 13th 500 Mile International Sweepstakes Race) auf dem Indianapolis Motor Speedway fand am 30. Mai 1925 statt.

## Das Rennen
Das Rennen ging über eine Distanz von 200 Runden à 4,023 km, was einer Gesamtdistanz von 804,672 km entspricht. Aus der Pole-Position startete Leon Duray mit einer Vierrunden-Durchschnittszeit von 5:18.03 Min. oder 113,196 mph (182,171 km/h). Das Rennen war der vierte Lauf zur AAA-Saison 1925.

## Ergebnisse

### Startaufstellung
| Reihe | Innen           | Mitte           | Außen         |
| ----- | --------------- | --------------- | ------------- |
| 1     | Leon Duray      | Peter DePaolo   | Harry Hartz   |
| 2     | Earl Cooper     | Dave Lewis      | Ralph Hepburn |
| 3     | Jules Ellingboe | Pietro Bordino  | Peter Kreis   |
| 4     | Frank Elliott   | Tommy Milton    | Fred Comer    |
| 5     | Bennett Hill    | William Shattuc | Earl Devore   |
| 6     | Wade Morton     | Herbert Jones   | Ralph DePalma |
| 7     | Ira Vail        | Bob McDonogh    | Milton Jones  |
| 8     | Phil Shafer     |                 |               |

### Schlussklassement
| Pos. | Nr. | Name               | Chassis    | Motor       | Zeit/Rückstand              | Qualifikation ø 4 Rd. mph | Start |
| ---- | --- | ------------------ | ---------- | ----------- | --------------------------- | ------------------------- | ----- |
| 1    | 12  | Peter DePaolo      | Duesenberg | Duesenberg  | 4:59:39.47 Std. 101,127 mph | 113,083                   | 2     |
| 2    | 1   | Dave Lewis         | Miller     | Miller      | 200 Rd.                     | 109,061                   | 5     |
| 3    | 9   | Phil Shafer (R)    | Duesenberg | Duesenberg  | 200                         | 103,523                   | 22    |
| 4    | 6   | Harry Hartz        | Miller     | Miller      | 200                         | 112,433                   | 3     |
| 5    | 4   | Tommy Milton (W)   | Miller     | Miller      | 200                         | 104,366                   | 11    |
| 6    | 28  | Leon Duray         | Miller     | Miller      | 200                         | 113,196                   | 1     |
| 7    | 8   | Ralph DePalma (W)  | Miller     | Miller      | 200                         | 108,607                   | 18    |
| 8    | 38  | Peter Kreis (R)    | Duesenberg | Duesenberg  | 200                         | 106,338                   | 9     |
| 9    | 15  | W. E. Shattuc (R)  | Miller     | Miller      | 200                         | 102,070                   | 14    |
| 10   | 22  | Pietro Bordino (R) | Fiat       | Fiat        | 200                         | 107,661                   | 8     |
| 11   | 5   | Fred Comer         | Miller     | Miller      | 200                         | 104,296                   | 12    |
| 12   | 27  | Frank Elliott      | Miller     | Miller      | 200                         | 104,910                   | 10    |
| 13   | 24  | Earl Devore (R)    | Miller     | Miller      | 198                         | 97,799                    | 15    |
| 14   | 14  | Bob McDonogh       | Miller     | Miller      | 188 (Defekt)                | 101,931                   | 20    |
| 15   | 23  | Wade Morton        | Duesenberg | Duesenberg  | 156 (Unfall)                | 95,821                    | 16    |
| 16   | 17  | Ralph Hepburn (R)  | Miller     | Miller      | 144 (Tankleck)              | 108,489                   | 6     |
| 17   | 2   | Earl Cooper        | Miller     | Miller      | 127 (Unfall)                | 110,487                   | 4     |
| 18   | 3   | Bennett Hill       | Miller     | Miller      | 69 (Aufhängung)             | 104,167                   | 13    |
| 19   | 29  | Herbert Jones (R)  | Miller     | Miller      | 69 (Unfall)                 | 89,401                    | 17    |
| 20   | 19  | Ira Vail           | Miller     | Miller      | 63 (Defekt)                 | 104,785                   | 19    |
| 21   | 7   | Melville Jones (R) | Ford T     | Fronty-Ford | 33 (Defekt)                 | 88,478                    | 21    |
| 22   | 10  | Jules Ellingboe    | Miller     | Miller      | 24 (Lenkung)                | 107,832                   | 7     |

(W)=früherer Gewinner / (R)=Rookie / alle Starter auf Firestone-Reifen

### Führungsrunden
| Fahrer        | Anzahl |
| ------------- | ------ |
| Peter DePaolo | 115    |
| Dave Lewis    | 50     |
| Phil Shafer   | 13     |
| Harry Hartz   | 3      |